# Violacytherois flavoviolacea
Violacytherois flavoviolacea is een mosselkreeftjessoort uit de familie van de Paradoxostomatidae. De wetenschappelijke naam van de soort is voor het eerst geldig gepubliceerd in 1993 door Schornikov.